# 사마귀버섯목
사마귀버섯목(학명: Thelephorales 텔레포랄레스[*])은 담자균문에 속하는 목이다.

## 과
- 노루털버섯과(Bankeraceae)
- 사마귀버섯과(Thelephoraceae)